# بوئیکاپ
بوئیکاپ (به هلندی: Hei- en Boeicop) یک منطقهٔ مسکونی در هلند است که در زیدریک واقع شده‌است. بوئیکاپ c نفر جمعیت دارد.